# Аарон (Феофанов сын)
Аарон (Феофанов сын) — инок, новгородский иконописец XV века. Его имя, как исполнителя, запечатлено в надписи на нижнем поле иконы «Архангел Гавриил», где приведена дата создания пятифигурного деисусного чина для Большого (Успенского) иконостаса Софийского собора — 1438/39 годов, частью которого является указанная икона, назван заказчик, архиепископ Евфимий II, и исполнитель, инок Аарон. Аарон предположительно является исполнителем всех пяти центральных икон деисусного чина.

## Список икон деисусного чина
1. Икона «Спас на престоле». Инв. 7710. 235x168 см;
2. Икона «Богоматерь». Инв. 7711. 235x100 см;
3. Икона «Иоанн Предтеча». Инв. 7712. 235x144 см;
4. Икона «Архангел Михаил». Инв. 3081. 235x117 см;
5. Икона «Архангел Гавриил». Инв. 3085. 236x116 см[2].